# Villa Elfenstrasse 20

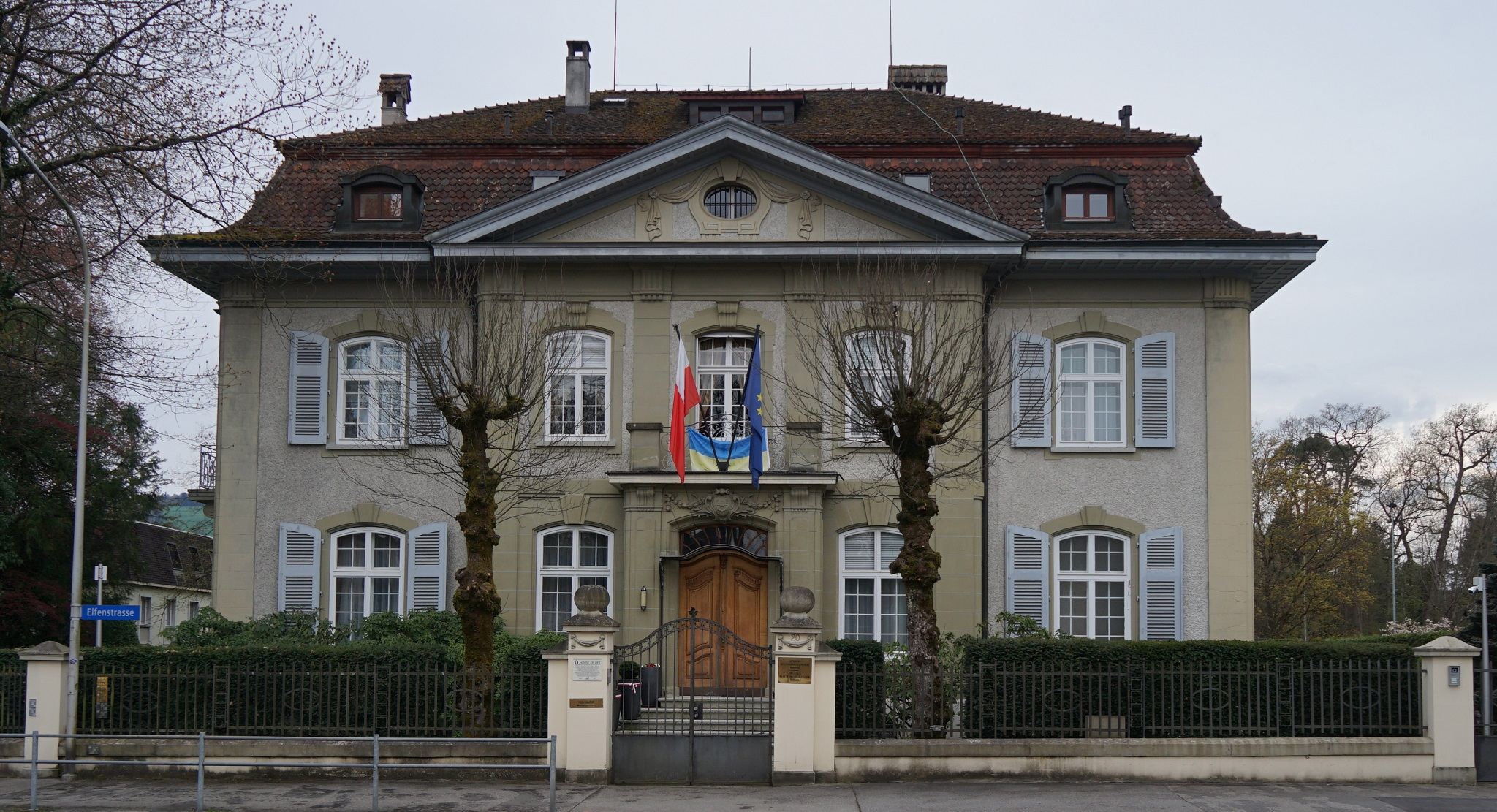
Ansicht von Süden, 2023

Die Villa Elfenstrasse 20 ist eine denkmalgeschützte Villa in der Stadt Bern. Das Bauwerk im Stil des Neobarocks wurde 1907 von Albert Gerster geplant. Es ist Residenz des Polnischen Botschafters in der Schweiz. Ein Neubau im Garten der Villa beherbergt die Konsularabteilung der Botschaft.

## Lage
Die Liegenschaft «Elfenstrasse 20» liegt liegt südöstlich des Thunplatzes und gehört zur von Villen und anspruchsvollen Mietshäusern geprägten Baugruppe «Kirchenfeld» im Quartier Oberes Kirchenfeld. In der Elfenstrasse befinden sich eine Reihe weiterer Botschaften und Residenzen. Von Gerster stammt auch die Residenz der türkischen Botschafterin im Kalcheggweg 18.

## Geschichte
Die Erschliessung des etwa 80 Hektar grossen Kirchen- und Lindenfelds begann 1881 mit dem Bau der Kirchenfeldbrücke durch die Berne-Land-Company in London. Ein Wohnquartier für das wohlhabende Bürgertum sollte entstehen, jedoch verlief der «Verkauf von Bauparzellen mehr als schleppend». Um den Absatz zu fördern, wurde die Berner Kirchenfeld-Baugesellschaft gegründet. Sie schrieb einen Architekturwettbewerb für Villen aus, erstellte schlüsselfertige Villen und suchte Käufer für diese.
Hauptarchitekt der Baugesellschaft wurde Eugen Stettler, der Bauten im Stil der italienischen Renaissance entwarf. Eduard von Rodt und Henry B. von Fischer entwarfen ebenfalls Gebäude im Stil des Historismus, wobei von Fischer für die neobarocken Villen am Thunplatz verantwortlich war. Neben anspruchsvollen Villen entwarf Gerster Reihenwohnhäuser sowie Ein- und Mehrfamilienhäuser im «Kirchenfeld». Seine Entwürfe in der Oberen Altstadt prägten die Stadt ab der Jahrhundertwende mit.
Der Architekt entwarf 1907 die Villa für F. von Fellenberg. Der ausgeführte Bau ist jedoch weniger reich an Details. Im Jahr 1928 wurde das Anwesen von der Republik Polen erworben.
Während des Zweiten Weltkriegs stellte eine Gruppe um den Botschafter Aleksander Ładoś illegal Reisepässe lateinamerikanischer Länder her, um europäische Juden vor dem Holocaust zu retten. Die sechs Beteiligten wurden Ładoś-Gruppe (polnisch grupa Ładosia) oder auch Berner Sechs genannt. Eine Gedenktafel der Wallenberg-Stiftung erinnert am Zugang an die Vorgänge.
Die Besetzung des ehemaligen Botschaftsgebäudes (gegenwärtig Konsularabteilung) 1982 war eine politisch und finanziell motivierte Tat von vier Exilpolen. Sie besetzten am 6. September 1982 die Botschaft der Volksrepublik Polen und nahmen mehrere Botschaftsmitarbeiter als Geiseln. Die Geiselnahme wurde drei Tage später von der Sondereinheit «Stern» der Stadtpolizei Bern unblutig beendet.

## Beschreibung
Die Residenz ist eine neobarocke zweigeschossige Villa mit Mansartwalmdach. Die fünfachsige Strassenfassade ist symmetrisch angelegt. Ein wenig vorspringender Risalit betont die Mitte der Fassade. Seine drei Achsen sind eng gereiht. Der Dreieckgiebel zeigt ein Querovalfenster, das von Bauplastik in Schärpenform umgeben ist. Der Mittelachse des Risaliten ist das Portal aus Kunststein vorgebaut. Dieser Vorbau trägt einen kleinen Balkon mit einem geschweiften Geländer aus Schmiedeeisen. Über der zweiflügligen Tür liegt ein Oblicht. Der Türsturz erhöht zeigt eine reich gerahmte Kartusche. Die Fensterrahmungen zeigen Stichbögen und Schlusssteinattrappen. Die Fenster sind geteilt und haben Läden. Die Seitenfassaden sind einfacher, aber wie die Strassenfassade mit gebänderten Lisenen gegliedert. Der Kalksteinsockel ist rustiziert. Voluten rahmen die Lukarnen ein. Sie setzen die Achsen fort, aber ihre ursprünglich querovalen wurde in jüngster Zeit durch grössere Fenster ersetzt. Die geschweifte Form ihrer Verdachung findet sich ebenfalls über der Eingangstür und beim zweiflügeligen schmiedeeisernen Tor des Zugangs wieder. Ein weiterer Mittelrisalit mit Walmdach dominiert die Südseite. Der Wintergarten und weitere Anbauten auf der Südseite wirken «eher unruhig». Die Villa ist grob verputzt und mit spitz zulaufenden Biberschwanzziegeln gedeckt. Erhalten ist die ursprüngliche Grundstückseinfassung.
Das «klar gegliederte» Gebäude ist als «schützenswert» im Stadtberner Bauinventar eingetragen, der Aussenraum ist «von denkmalpflegerischem Interesse».

## Belege
1. 1 2  Quartiergeschichte Kirchenfeld-Brunnadern im Berner Bauinventar,  S. 4–6, abgerufen am 21. Juli 2023 (PDF; 6,99 MB).
2. 1 2 3  Elfenstrasse 20 im Berner Bauinventar. (PDF, 0,98 MB, Bearbeitungsstand 1986/2016; abgerufen am 31. Mai 2025)
3. ↑  Parzellen-Numer 1009.

Koordinaten: 46° 56′ 30,3″ N, 7° 28′ 5,9″ O; CH1903: 602259 / 198964